# Душа троянди
«Душа Троянди» (англ. The Soul of the Rose)  — картина англійського художника-прерафаеліта Джона Вільяма Вотергауса, створена у 1908 році. «Душа троянди», відома також під назвою «Моя солодка троянда», є однією з найбільш успішних картин Вотергауса.
На відміну від значної частини інших робіт Вотергауса, «Душа троянди» не є сценою, взятою з відомої чи стародавньої історії про кохання. Натомість це дослідження жінки в саду, яке засноване на роботі Альфреда лорда Теннісона. 
Моделлю, найімовірніше, була міс Мюріел Фостер, яка неодноразово позувала для Вотергауса.

## Сюжет

### Натхнення
Як і деякі інші роботи Вотергауса, «Душа троянди» була натхненна віршем Альфреда Лорда Теннісона. Твір, про який йде мова, називається «Вийди в сад скоріше, Мод!» (англ. Come into the Garde, Maud [Архівовано 30 грудня 2021 у Wayback Machine.]) і розповідає історію жінки та її думки про втрачене кохання.
У вірші описується трагічне кохання молодого чоловіка до Мод, дочки багатія. Закоханим не судилося бути разом, смерть і душевний біль чекають на головних героїв, але Вотергаус вихоплює для глядача лише один рядок і найсвітліший образ:
«І палання троянди увійшло в мої груди, 
заповнюючи всю душу ...»,

яка англійською звучить так: «And the soul of the rose went into my blood». У цьому рядку і зустрічається відоме словосполучення «soul of the rose», тобто «душа троянди», взяте як назва картини.
Це полотно, безумовно, не є художньою інтерпретацією вірша. Слова вірша надихають художника на працю над загальною темою картини.

### Місце дії
Сюжет картини «Душа троянди» відбувається в огородженому тосканському саду, який нагадує картини художників 14-го століття, таких як Фра Анджеліко. І ландшафт, і культурна спадщина були знайомі Вотергаусу, який народився в Римі і повернувся до Італії під час студентських років. 
Парадокс закритого саду відповідає темі робіт Вотергауса, це щось розкішне, але недосяжне для очей сторонніх людей. Подібно тому, як аромат троянди п’янить та символізує інтенсивність кохання, межі саду відображають концентрацію досвіду, який передбачає історія.

## Кольори та символізм
Як і в більшості картин Вотергауса, у центрі композиції — жіноча фігура.  Фон тут грає другорядну роль, не несе ніякого смислового навантаження, але при цьому створює відчуття замкнутості, полону. Кам'яна стіна, до якої припала Мод, вдихаючи аромат квітучої троянди, є пасткою для жінки, її перешкодою на шляху до свободи та любові. Вона злегка відвернулася від глядача, даючи зрозуміти, що повністю занурена у свої мрії та спогади.
Пишна фактура волосся і його вогненний колір говорять глядачеві про силу характеру жінки і бажання знайти коханого. Таким чином, можна побачити дві паралелі: квітучі троянди — спогад про кохання, свіже обличчя, палаюче волосся молодої жінки, а також кам'яна стіна та царське вбрання — полон, жінка потрапила у пастку, як фізично, так і метафорично.

### Кольори
У «Душі троянди» Вотергаус використовує теплу палітру кольорів. Це насичений зелений, вохра, цегляний колір. Поєднання рожевих, помаранчевих і коричневих відтінків допомагають викликати відчуття літа. Квітка перегукується із кольором шкіри дівчини та відбивається яскравим молодим рум'янцем на її щоках. Загальному колориту протиставлено одяг. Це закрите вбрання холодного синього відтінку із золотим візерунком.

### Мазки пензля
Твір майже повністю виконаний м'якими, вільними мазками. Докладніше прописані важливі деталі картини — голова жінки, її руки та самі квіти, що є смисловим та композиційним центром роботи. Все інше втрачає важливість за рахунок повітряного імпресіоністичного стилю письма.

### Освітлення
Вотергаус використовує природне освітлення в цій картині, і оскільки жінка знаходиться на вулиці, це створює додатковий реалізм і робить сцену більш правдоподібною. Сонячне світло, що падає зверху, додає чуттєвій картині якусь невинність та підкреслює шкіру і волосся жінки.

## Схожі картини
У 1908 році, коли Вотергаус написав «Душа троянди», він також намалював декілька схожих картин, на яких представлені жінки з квітами. Інші художники також черпали натхнення з троянд.
| [[Файл:\|120px]] «Зривайте троянди скоріше» (1908) | [[Файл:\|120px]] «Зривайте троянди скоріше — Офелія», (1908) |
| [[Файл:\|120px]] «Троянди Геліогабала», (1888)     | [[Файл:\|120px]] «Одаліск», (1662)                           |